# 아이스플랜트
아이스플랜트는 다육식물로서 발아율이 낮고 성장속도가 느리다. 원산지는 남아프리카의 나미브 사막이며 주요 분포 지역은 아프리카 남부, 동서부, 북부, 오스트레일리아 남서부,아메리카의 서쪽 건조지역이다. 표면에 있는 투명한 결정체(블러더 세포)에는 이노시톨류, 베타카로틴과 같은 인체에 유용한 성분과 각종 미네랄을 함유하고 있다. 줄기와 잎의 블러더 세포는 얼음결정과 같은 모양을 가지고 있어 `아이스플랜트'라 불린다. 특히, 아이스플랜트에는 혈당치를 낮추는 피니톨(pinitol)과 중성지방을 억제하는 마이요이노시톨(myoinosito)을 많이 함유하고 있기 때문에 잎과 줄기를 생식하거나 즙액으로 사용하면 당뇨병 환자에 적합한 힐링 푸드(Healing food vegetable)이다.

## 특징
- 다육 식물
- 발아율이 낮고, 성장속도가 느림(약 90일)
- 재배가 쉽지 않다. 일본에서 재배성공하는데 10년을 소요
- 생존을 위해 광합성 경로로 변환하는 식물로서 C3식물로서 광합성하며 크다가 CAM형 식물로 전환하여 자람.
- 줄기와 잎의 블레더 세포에 흡수한 성분을 축적